# Natació al Campionat del Món de natació de 2009

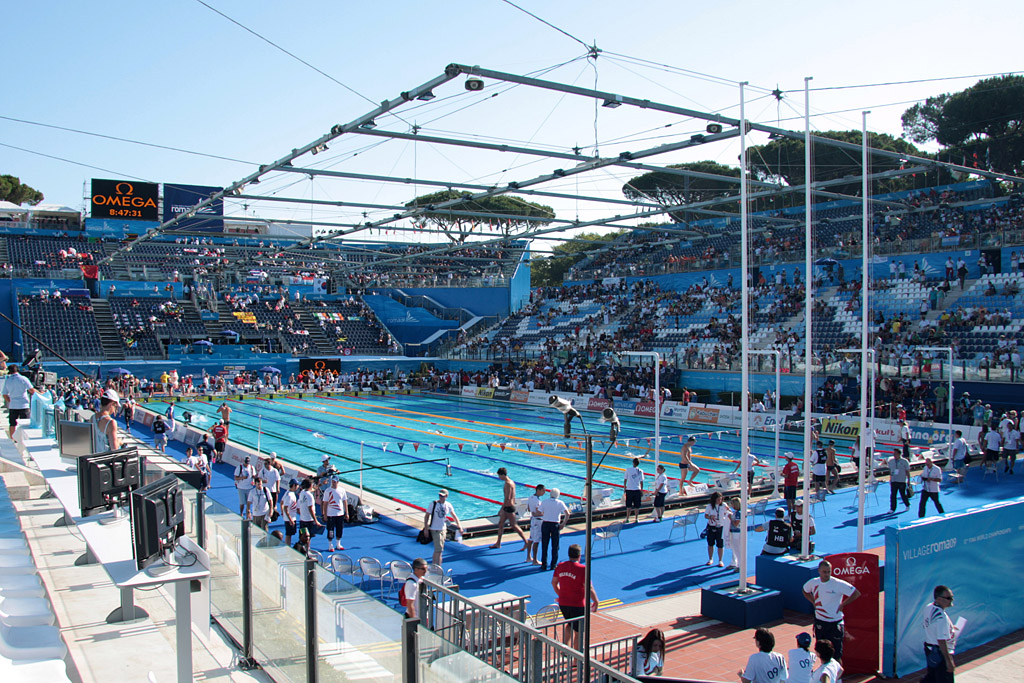
Visió del Foro Italico, seu dels campionats a la ciutat de Roma.

La natació al Campionat del Món de natació de 2009 es va realitzar al complex esportiu aquàtic Foro Itálico de la ciutat de Roma (Itàlia).

## Resultats

### Homes
| Prova                    | Or                    | Plata              | Bronze                                |
| 50 m lliure detalls      | César Cielo           | Frédérick Bousquet | Amaury Leveaux                        |
| 100 m lliure detalls     | César Cielo           | Alain Bernard      | Frédérick Bousquet                    |
| 200 m lliure detalls     | Paul Biedermann       | Michael Phelps     | Danila Izotov                         |
| 400 m lliure detalls     | Paul Biedermann       | Oussama Mellouli   | Zhang Lin                             |
| 800 m lliure detalls     | Zhang Lin             | Oussama Mellouli   | Ryan Cochrane                         |
| 1500 m lliure detalls    | Oussama Mellouli      | Ryan Cochrane      | Sun Yang                              |
| 50 m esquena detalls     | Liam Tancock          | Junya Koga         | Gerhard Zandberg                      |
| 100 m esquena detalls    | Junya Koga            | Helge Meeuw        | Aschwin Wildeboer                     |
| 200 m esquena detalls    | Aaron Peirsol         | Ryosuke Irie       | Ryan Lochte                           |
| 50 m braça detalls       | Cameron van der Burgh | Felipe França      | Mark Gangloff                         |
| 100 m braça detalls      | Brenton Rickard       | Hugues Duboscq     | Cameron van der Burgh                 |
| 200 m braça detalls      | Dániel Gyurta         | Eric Shanteau      | Christian Sprenger · Giedrius Titenis |
| 50 m papallona detalls   | Milorad Čavić         | Matt Targett       | Rafael Muñoz                          |
| 100 m papallona detalls  | Michael Phelps        | Milorad Čavić      | Rafael Muñoz                          |
| 200 m papallona detalls  | Michael Phelps        | Paweł Korzeniowski | Takeshi Matsuda                       |
| 200 m estils detalls     | Ryan Lochte           | László Cseh        | Eric Shanteau                         |
| 400 m estils detalls     | Ryan Lochte           | Tyler Clary        | László Cseh                           |
| 4 × 100 m lliure detalls | Estats Units          | Rússia             | França                                |
| 4 × 200 m lliure detalls | Estats Units          | Rússia             | Austràlia                             |
| 4 × 100 m estils detalls | Estats Units          | Alemanya           | Austràlia                             |

### Dones
| Prova                    | Or                  | Plata             | Bronze                           |
| 50 m lliure detalls      | Britta Steffen      | Therese Alshammar | Cate Campbell · Marleen Veldhuis |
| 100 m lliure detalls     | Britta Steffen      | Francesca Halsall | Lisbeth Trickett                 |
| 200 m lliure detalls     | Federica Pellegrini | Allison Schmitt   | Dana Vollmer                     |
| 400 m lliure detalls     | Federica Pellegrini | Joanne Jackson    | Rebecca Adlington                |
| 800 m lliure detalls     | Lotte Friis         | Joanne Jackson    | Alessia Filippi                  |
| 1500 m lliure detalls    | Alessia Filippi     | Lotte Friis       | Camelia Potec                    |
| 50 m esquena detalls     | Zhao Jing           | Daniela Samulski  | Gao Chang                        |
| 100 m esquena detalls    | Gemma Spofforth     | Anastasia Zueva   | Emily Seebohm                    |
| 200 m esquena detalls    | Kirsty Coventry     | Anastasia Zueva   | Elizabeth Beisel                 |
| 50 m braça detalls       | Yuliya Efimova      | Rebecca Soni      | Sarah Katsoulis                  |
| 100 m braça detalls      | Rebecca Soni        | Yuliya Efimova    | Kasey Carlson                    |
| 200 m braça detalls      | Nadja Higl          | Annamay Pierse    | Mirna Jukić                      |
| 50 m papallona detalls   | Marieke Guehrer     | Zhou Yafei        | Ingvild Snildal                  |
| 100 m papallona detalls  | Sarah Sjöström      | Jessicah Schipper | Jiao Liuyang                     |
| 200 m papallona detalls  | Jessicah Schipper   | Liu Zige          | Katinka Hosszú                   |
| 200 m estils detalls     | Ariana Kukors       | Stephanie Rice    | Katinka Hosszú                   |
| 400 m estils detalls     | Katinka Hosszú      | Kirsty Coventry   | Stephanie Rice                   |
| 4 × 100 m lliure detalls | Països Baixos       | Alemanya          | Austràlia                        |
| 4 × 200 m lliure detalls | Xina                | Estats Units      | Regne Unit                       |
| 4 × 100 m estils detalls | Xina                | Austràlia         | Alemanya                         |

## Medaller
| Pos.  | País            | Or | Plata | Bronze | Total |
| 1     | Estats Units    | 10 | 6     | 6      | 22    |
| 2     | Alemanya        | 4  | 4     | 1      | 9     |
| 3     | R.P. de la Xina | 4  | 2     | 4      | 10    |
| 4     | Austràlia       | 3  | 4     | 9      | 16    |
| 5     | Itàlia          | 3  | 0     | 1      | 4     |
| 6     | Regne Unit      | 2  | 3     | 2      | 7     |
| 7     | Hongria         | 2  | 1     | 3      | 6     |
| 8     | Brasil          | 2  | 1     | 0      | 3     |
| 8     | Sèrbia          | 2  | 1     | 0      | 3     |
| 10    | Rússia          | 1  | 5     | 1      | 7     |
| 11    | Japó            | 1  | 2     | 1      | 4     |
| 12    | Tunísia         | 1  | 2     | 0      | 3     |
| 13    | Dinamarca       | 1  | 1     | 0      | 2     |
| 13    | Suècia          | 1  | 1     | 0      | 2     |
| 13    | Zimbàbue        | 1  | 1     | 0      | 2     |
| 16    | Sud-àfrica      | 1  | 0     | 2      | 3     |
| 17    | Països Baixos   | 1  | 0     | 1      | 2     |
| 18    | França          | 0  | 3     | 3      | 6     |
| 19    | Canadà          | 0  | 2     | 1      | 3     |
| 20    | Polònia         | 0  | 1     | 0      | 1     |
| 21    | Espanya         | 0  | 0     | 3      | 3     |
| 22    | Àustria         | 0  | 0     | 1      | 1     |
| 22    | Lituània        | 0  | 0     | 1      | 1     |
| 22    | Noruega         | 0  | 0     | 1      | 1     |
| 22    | Romania         | 0  | 0     | 1      | 1     |
| Total | Total           | 40 | 40    | 42     | 122   |